# Hrabia Berkeley

Herb hrabiów Berkeley

Hrabiowie Berkeley 1. kreacji (parostwo Anglii)
- 1679–1698: George Berkeley, 1. hrabia Berkeley
- 1698–1710: Charles Berkeley, 2. hrabia Berkeley
- 1710–1736: James Berkeley (3. hrabia Berkeley)
- 1736–1755: Augustus Berkeley, 4. hrabia Berkeley
- 1755–1810: Frederick Augustus Berkeley, 5. hrabia Berkeley
- 1810–1882: Thomas Moreton Fitzhardinge Berkeley, 6. hrabia Berkeley
- 1882–1888: George Lennox Rawdon Berkeley, 7. hrabia Berkeley
- 1888–1942: Randal Thomas Mowbray Berkeley, 8. hrabia Berkeley